# Chen Longcan
Chen Longcan (n. 30 martie 1965, Xindu District⁠(d), Sichuan, Republica Populară Chineză) este un jucător de tenis de masă ce a reprezentat Republica Populară Chineză, medaliat olimpic. A participat la o ediție a Jocurilor Olimpice (1988) în care a câștigat o medalie de aur.